# Redd Kross
Redd Kross es una banda estadounidense de rock alternativo, originalmente de Hawthorne, California (en el condado de Los Ángeles), que tiene sus raíces en 1978 en la banda de punk rock llamada The Tourists, que fue empezado por los hermanos Jeff y Steve McDonald cuando aún estaban en la escuela secundaria. Añadieron sus amigos Greg Hetson y John Stielow para tocar el tambor. Para su primer bolo, actuaron como el telonero para Black Flag.

## Historia
Creada por los hermanos Jeff y Steven McDonald en su adolescencia, son un grupo de culto con fieles seguidores en todo el planeta. Originariamente, el nombre del grupo era 'Red Cross' (Cruz roja), pero la organización internacional Cruz Roja, mediante sucesivas reclamaciones, mostró su disconformidad por el uso de su nombre, motivo por el cual la banda decidió añadirle otra 'D' a 'Red', y sustituir la 'C' por una 'K', para evitar confusiones con dicha organización.
Comenzaron desarrollando un estilo punk próximo al noise, editando el álbum Born Innocent en su adolescencia, y relacionándose, de manera superficial, con bandas como Black Flag, The Germs, o posteriormente, Sonic Youth. Posteriormente irían evolucionando hasta su actual sonido, una fusión de sonidos pop y guitarras heredadas del punk o del hard rock de los años 70, aderezada por una estética de resurgimiento. Se les suele comparar con grupos como Jellyfish, Enuff Z' Nuff, Urge Overkill. Otra característica del grupo es su afición por la cultura pop, trash y pulp, que comparten con alguna de estas bandas con gusto por el resurgimiento de los años 70, incluyendo referencias a esta subcultura en algunas de sus canciones; así el primer tema de su primer trabajo "Born Innocent", se titula Linda Blair, en referencia a la actriz que interpretó el papel principal en el film El exorcista.
Durante los años 90, Scott Weiland, cantante de Stone Temple Pilots y el super combo Velvet Revolver, los consideraba la mejor banda de América y los llevó de gira con Stone Temple Pilots. También tenían entre sus fanes a los tres miembros de Nirvana, Kurt Cobain decía sentirse más identificado con ellos que con Pearl jam. 
En su álbum Third Eye, del año 1990, puede verse a una joven Sofia Coppola en portada desnuda. En aquel entonces Sofía Coppola era amiga y fan de Redd Kross.
Su disco "Showworld", supuso un endurecimiento de su característico sonido de melodías pop y guitarras roqueras, y en él se pueden apreciar rasgos Beatlelianos e influencias de otras de sus bandas de referencia de la cultura pop-rock de los años 70, como Kiss. Este trabajo supuso un pequeño salto para el grupo en términos de reconocimiento público, y supuso su mayor cota de éxito comercial.
Tras este disco, Redd Kross permaneció en un impasse, en el que los hermanos McDonald se involucraron en diferentes proyectos paralelos, como la banda Ze Malibu Kids.
Steven McDonald es famoso, aparte de Redd Kross, por haber rehecho el álbum de White Stripes, con el beneplácito de Jack White, "White Blood Cells" rebautizándolo como "Red Blood Cells", añadiéndole líneas de bajo y bastante más instrumentación de la que originalmente contenía. También es el bajista actual de las giras de Sparks, banda oriunda de Los Ángeles y con muchos seguidores en Inglaterra.
En España han sido portada de revistas especializadas como Ruta66 o Popular 1, siendo medios que han apoyado explícitamente a la banda con críticas positivas y un estrecho seguimiento de su carrera.

## Discografía

### Álbumes
- Born Innocent (1982)
- Teen Babes From Monsanto (1984)
- Neurotica (1987)
- Third Eye (1990)
- Phaseshifter (1993)
- Show World (1997)
- Researching the Blues [nota 2] (2012)
- Redd Kross (2024)

### EP
- Red Cross (1980)
- Teen Babes from Monsanto (1984)

### DVD
- Got LIVE if you must (2008)
- A History Lesson Part 1 (2010)

### Sencillos
| Año  | Título                   | Posiciones   | Posiciones       | Posiciones           | Posiciones       | Álbum                 |
| Año  | Título                   | U.S. Hot 100 | U.S. Modern Rock | U.S. Mainstream Rock | UK Singles Chart | Álbum                 |
| ---- | ------------------------ | ------------ | ---------------- | -------------------- | ---------------- | --------------------- |
| 1990 | "Annie's Gone"           | -            | 16               | -                    | -                | Third Eye             |
| 1992 | "Trance"                 | -            | -                | -                    | -                | -                     |
| 1993 | "Switchblade Sister"     | -            | -                | -                    | -                | -                     |
| 1993 | "Lady in the Front Row " | -            | -                | -                    | -                | Phaseshifter          |
| 1994 | "Visionary"              | -            | -                | -                    | 75               | Phaseshifter          |
| 1994 | "Yesterday Once More"    | -            | -                | -                    | 45               | If I Were a Carpenter |
| 1997 | "Get Out Of Myself"      | -            | -                | -                    | 63               | Show World            |
| 1997 | "Mess Around"            | -            | -                | -                    | -                | Show World            |
| 1997 | "Secret Life"            | -            | -                | -                    | -                | Show World            |

### Apariciones recopilatorios
- The Siren (1980)
  - Incluye la entera EP Red Cross
- Public Service (EP) (1981)
  - Incluye "Cease To Exist", "Everyday There's Someone New" and "Kill Someone You Hate"
- Hell Comes to Your House (1981)
  - Incluye "Puss 'n' Boots"
- American Youth Report (1982)
  - Incluye "Notes and Chords Mean Nothing to Me"
- Enigma Variations (1985)
  - Incluye "Citadel "
- Freedom of Choice: Yesterday's New Wave Hits as Performed by Today's Stars (1992)
  - La banda versiona la canción de The Go-Gos "How Much More"
- Shared Vision – The Songs Of The Beatles (1993)
  - La banda versiona la canción de Los Beatles "It Won't Be Long"
- If I Were a Carpenter (1994)
  - La banda versiona "Yesterday Once More"
- Poptopia! Power Pop Classics of the '90s (1997)
  - Incluye "Lady In The Front Row"
- KISS Tribute In Japan (1998)
  - Con Kanako Nakayama, Redd Kross versiona "Hard Luck Woman"